# ヒドロキシルアミンオキシダーゼ
ヒドロキシルアミンオキシダーゼ（hydroxylamine oxidase）は、窒素代謝酵素の一つで、次の化学反応を触媒する酸化還元酵素である。
ヒドロキシルアミン + O2 {\displaystyle \rightleftharpoons } 亜硝酸 + H2O
反応式の通り、この酵素の基質はヒドロキシルアミンとO2、生成物は亜硝酸とH2Oである。補因子としてヘムを用いる。
組織名はhydroxylamine:oxygen oxidoreductaseである。